# エリザ・シドモア
エリザ・ルアマー・シドモア（Eliza Ruhamah Scidmore、1856年10月14日 - 1928年11月3日）は、アメリカの著作家・写真家・地理学者。ナショナルジオグラフィック協会初の女性理事となった。1885年から1928年にかけて度々日本を訪れた親日家であり、日本に関する記事や著作も残している。ワシントンD.C.のポトマック河畔に桜並木を作ることを提案した人物である。
名前のカナ転記については、Elizaに対してエライザやイライザ、Scidmoreに対してシッドモアやスキッドモアなどの表記揺れがある。

## 生涯
1856年10月14日、アイオワ州クリントンに生まれ、オーバリン大学に学ぶ。旅行に関心を抱いたのは、1884年から1922年まで極東に務めた生え抜きの外交官の兄ジョージ・シドモアに因る所が大きい。エリザはしばしば兄の任務に同行し、外交官という地位を借りて、一般の旅行者にはアクセスできない地域へも渡航することができた。
エリザの日本訪問は、1884年頃に在横浜米国総領事館に勤務していた兄を訪ねたのが初めてとされる。ジョージは後に横浜総領事に昇格、エリザもしばしば来日・滞在した。新渡戸稲造夫妻とは終生交流があった。
1885年には初著『アラスカ、南海岸とシトカ諸島』（Alaska, Its Southern Coast and the Sitkan Archipelago）を刊行。1890年には設立間もないナショナルジオグラフィック協会に参画して正規の記者となり、後に最初の女性理事となった。
東洋への旅行も引き続き行い、これを基に『日本・人力車旅情』（Jinrikisha Days in Japan）を著し、1891年刊行された。続けて短編ガイド『西回り極東への旅』（Westward to the Far East、1892年）を出す。ジャワ島への旅は『ジャワ、東洋の園』（Java, the Garden of the East、1897年）にまとめられ、また中国・インドへも訪れて『ナショナル・ジオグラフィック・マガジン』へ数度寄稿、また『中国、悠久の帝国』（China, the Long-Lived Empire、1900年）、『冬のインド』（Winter India、1903年）の2作を著した。
1896年には明治三陸地震津波の被災地に入って取材し、"The Recent Earthquake Wave on the Coast of Japan"を『ナショナル・ジオグラフィック・マガジン』1896年9月号に寄稿している。英語文献において「津波」 Tsunamiという言葉が用いられた、現在確認できる最古の例とされる。
日露戦争期間中にも日本に滞在したが、これが知られる限り唯一のフィクション『ハーグ条約の命ずるままに』（As the Hague Ordains、1907年）の基礎となった。この作品は、ロシア人俘虜となった夫に松山市の俘虜用病院で再会する妻の手記という形を取ったものである。
『ハーグ条約の命ずるままに』の後、エリザが新著を出すことはなく、『ナショナル・ジオグラフィック』への寄稿も徐々に減っていった。最後の記事は1914年の「日本の子どもら」（Young Japan）と題するものだった。1928年11月3日、ジュネーブで死去。72歳没。 横浜外国人墓地に墓所がある。

## ポトマック河畔の桜並木
エリザは、1885年にワシントンへ帰国する際に、ワシントンD.C.に日本の桜を植える計画を着想した。しかし当時エリザはその着想にさほどの関心を払わず、むしろ初著で題材としたアラスカの印象の方により関心を割いていた。
エリザの桜並木計画は、1909年、大統領となったウィリアム・タフトの妻ヘレン・タフトが興味を示したことで、現実化に向けて動きだした。ファーストレディの精力的な支援により計画は急速に進んだが、当初の努力は病害虫への懸念から徒労に終わらざるを得なかった。しかし、更なる努力が実を結び、今日では西ポトマック公園等ワシントン各地の桜を観に多くの人々が訪れ、特に全米桜祭り期間中は盛大である。
横浜外国人墓地にあるエリザの墓碑の傍らには、1991年にポトマック河畔から「里帰り」した桜が植えられ、「シドモア桜」と名付けられている。

## 著書
- Alaska, Its Southern Coast and the Sitkan Archipelago, Boston: D. Lothrop and Co., 1885.
- Jinrikisha Days in Japan, New York: Harper & Brothers, 1891.
  - 『日本・人力車旅情』 恩地光夫訳、有隣堂（有隣新書）、1987年 ISBN 4896600711。抜粋編訳
  - 『シドモア日本紀行：明治の人力車ツアー』 外崎克久訳、講談社〈講談社学術文庫〉、2002年 ISBN 4061595377
- Westward to the Far East, [S.l.]: Canadian Pacific Railway, 1891
- Java, the Garden of the East, New York: Century Co., 1897
- China, the Long-Lived Empire, New York: Century Co., 1900
- Winter India, New York: The Century Co., 1903.
- As the Hague ordains : journal of a Russian prisoner's wife in Japan, New York: Henry Holt and Co., 1907
  - 『日露戦争下の日本：ハーグ条約の命ずるままに　ロシア軍人捕虜の妻の日記』 小木曽龍・小木曽美代子訳、新人物往来社、2005年 ISBN 4404032684

## 栄典
- 1908年（明治41年）2月20日 - 勲六等宝冠章（ 大日本帝国）[7]

## 評伝
- 外崎克久『ポトマックの桜物語　太平洋の虹とならん』鳥影社、1998年